# How Deep Is Your Love
How Deep Is Your Love ist eine Pop- und R&B-Ballade der Bee Gees. Das Stück wurde im September 1977 als Single aus dem Soundtrack zum Film Saturday Night Fever: The Original Movie Sound Track veröffentlicht. 

## Entstehung und Veröffentlichung
Die Liebesballade How Deep Is Your Love wurde von den Gibb-Brüdern geschrieben und im Frühjahr 1977 im Château d’Hérouville, Hérouville, Frankreich mit den Produzent Albhy Galuten und Karl Richardson aufgenommen, allerdings zunächst nur eine Demoaufnahme, die eigentlichen Aufnahmen fanden dann in den Criteria Studios in Miami statt. Barry Gibb arbeitete die Keyboard-Melodie mit Keyboarder Blue Weaver aus, der allerdings in den Credits nicht angegeben ist.

## Musikvideo
Zu dem Stück gibt es zwei unterschiedliche Musikvideos. In der ersten Version sieht man die Brüder Gibb singen, wobei das Bild einer Frau zu sehen ist. Barry Gibb hat in dieser Version keinen Bart, wohl aber in der zweiten Version, bei der die singenden Brüder in Strahlen von regenbogenfarbenen Lichtern zu sehen sind.

## Rezeption

### Rezensionen
Es wurde vom Musikmagazin Rolling Stone auf Platz 375 der 500 besten Songs aller Zeiten gesetzt.

### Preise
Bei den Grammy Awards 1978 erhielten die Bee Gees für den Song den Preis für die "Best Pop Performance by a Group". Außerdem war das Stück 1978 für einen Golden Globe Award nominiert.

## Kommerzieller Erfolg

### Chartplatzierungen
How Deep Is Your Love erreichte am 24. Dezember 1977 die Chartspitze der US-amerikanischen Billboard Hot 100.
| ChartsChartplatzierungen       | Höchstplatzierung | Wochen/ Monate |
| ------------------------------ | ----------------- | -------------- |
| Deutschland (GfK)              | 21 (13 Wo.)       | 13 Wo.         |
| Österreich (Ö3)                | 13 (2 Mt.)        | 2 Mt.          |
| Vereinigte Staaten (Billboard) | 1 (33 Wo.)        | 33 Wo.         |
| Vereinigtes Königreich (OCC)   | 3 (15 Wo.)        | 15 Wo.         |

| ChartsJahrescharts (1977)    | Platzierung |
| ---------------------------- | ----------- |
| Vereinigtes Königreich (OCC) | 19          |

| ChartsJahrescharts (1978)      | Platzierung |
| ------------------------------ | ----------- |
| Vereinigte Staaten (Billboard) | 6           |

### Auszeichnungen für Musikverkäufe
| Land/Region                  | Auszeichnungen für Musikverkäufe (Land/Region, Auszeichnung, Verkäufe) | Verkäufe  |
| ---------------------------- | ---------------------------------------------------------------------- | --------- |
| Dänemark (IFPI)              | Gold                                                                   | 45.000    |
| Frankreich (SNEP)            | Gold                                                                   | 500.000   |
| Italien (FIMI)               | Gold                                                                   | 35.000    |
| Neuseeland (RMNZ)            | 2× Platin                                                              | 60.000    |
| Spanien (Promusicae)         | Platin                                                                 | 60.000    |
| Vereinigte Staaten (RIAA)    | Gold                                                                   | 1.000.000 |
| Vereinigtes Königreich (BPI) | Platin                                                                 | 600.000   |
| Insgesamt                    | 5× Gold · 4× Platin ·                                                  | 2.300.000 |

Hauptartikel: Bee Gees/Auszeichnungen für Musikverkäufe

## Coverversion von Take That
Im Jahr 1996 veröffentlichte die britische Boygroup Take That eine Coverversion, die aus ihrem Album Greatest Hits ausgekoppelt wurde und in vielen Ländern zum Charthit avancierte.

### Chartplatzierungen
| ChartsChartplatzierungen     | Höchstplatzierung | Wochen |
| ---------------------------- | ----------------- | ------ |
| Deutschland (GfK)            | 7 (16 Wo.)        | 16     |
| Österreich (Ö3)              | 7 (12 Wo.)        | 12     |
| Schweiz (IFPI)               | 5 (22 Wo.)        | 22     |
| Vereinigtes Königreich (OCC) | 1 (17 Wo.)        | 17     |

| ChartsJahrescharts (1996)    | Platzierung |
| ---------------------------- | ----------- |
| Deutschland (GfK)            | 66          |
| Schweiz (IFPI)               | 30          |
| Vereinigtes Königreich (OCC) | 13          |

### Film
Das Lied, das im dänischen Film "Adams Äpfel" während der Autofahrten von Kassette läuft, ist How Deep Is Your Love in der Version von Take That.

### Musikvideo
Das Musikvideo mit Schauspielerin und Model Paula Hamilton in der Hauptrolle zeigt, wie eine blonde Frau die Bandmitglieder zuerst im Keller gefangen hält, sie dann in einen Lieferwagen lädt und mit ihnen davonfährt. An einem Abhang, wo die Musiker sitzen, stößt die Darstellerin schließlich lächelnd Gary Barlow hinab.

## Weitere Coverversionen
How Deep Is Your Love zählt zu den meistgecoverten Songs der Gibb-Brüder, zu den covernden Künstlern zählen:
| Interpret                           | Jahr |
| ----------------------------------- | ---- |
| B3                                  | 2002 |
| Backstreet Boys                     | 2003 |
| The Bird and the Bee                | 2009 |
| Blaze                               | 2002 |
| Brotherhood of Man                  | 1978 |
| Richard Clayderman                  | 1984 |
| Ray Conniff                         | 1978 |
| En Vogue                            | 2003 |
| Ferrante & Teicher                  | 1978 |
| The 5th Dimension                   | 1995 |
| Adam Garcia                         | 1998 |
| Lionel Hampton                      | 1978 |
| David Hasselhoff                    | 1987 |
| Guildo Horn ("Ich mag Steffi Graf") | 1994 |
| Billy Jenkins                       | 1999 |
| Johnny Mathis                       | 1978 |
| Paul Mauriat                        | 1978 |
| Mina                                | 1985 |
| Peter Nero                          | 1998 |
| N'Sync                              | 2003 |
| Real McCoy                          | 1994 |
| Red Hot Chili Peppers               | 2006 |
| Take That                           | 1996 |
| Ultra Naté                          | 2001 |
| Luther Vandross                     | 1993 |
| Dionne Warwick                      | 1978 |
| Hayley Westenra                     | 2000 |
| Peter White                         | 1994 |
| Ann Wilson                          | 2000 |
| Lea Michele (Rachel Berry, Glee)    | 2012 |